# Hamilton Mitchell
Hamilton Mitchell é um autor e ator estadunidense. Estreou na comédia clássica Caddyshack, tendo sido conhecido como por sua participação na série da Nickelodeon Ned's Declassified.
Os trabalhos de Hamilton incluem Alias, The West Wing, House MD, ER, The O.C., Nip/Tuck, Big Time Rush, The Suite Life on Deck eModern Family.
Também participou de comédias do tipo stand-up em The Comedy Store e Second City, além de aparições regulares em festivais de Shakespeare. Mitchell estudou com a Sra. Stella Adler, o Sr. Michael Shurtleff, na The American Conservatory Theater e da Universidade de Cambridge, na Inglaterra.

## Ligações Externas
- Hamilton Mitchell. no IMDb.
- Official Website of Hamilton Mitchell